# سیکورسکی اس-۶۴ اسکای‌کرین
سیکورسکی اس-۶۴ اسکای‌کرین (به انگلیسی: Sikorsky S-64 Skycrane) یک هواگرد ساختِ کارخانهٔ سیکورسکی در کشور ایالات متحده آمریکا است. نخستین استفاده‌کنندهٔ این هواپیما Erickson Air-Crane بوده‌است. این هواگرد برای نخستین بار در ۹ مه ۱۹۶۲ میلادی مورد استفاده قرار گرفت.